# The Last Live
The Last Live è l'ultimo live album pubblicato dagli X Japan. È stato registrato il 31 dicembre 1997, in occasione del loro ultimo show al Tokyo Dome prima dello scioglimento.
Ad ogni modo, a seguito della reunion nel 2007, The Last Live documenta di fatto l'ultimo show della band tenuto con lo storico chitarrista Hide, che morirà solo 4 mesi più tardi.

## Tracce

### CD 1
1. Amethyst - 6:19 (YOSHIKI - YOSHIKI)
2. Rusty Nail - 6:12 (YOSHIKI - YOSHIKI)
3. WEEK END - 6:07 (YOSHIKI - YOSHIKI)
4. SCARS - 9:31 (HIDE - HIDE)
5. DAHLIA - 8:00 (YOSHIKI - YOSHIKI)
6. Drum Break - 2:00 (YOSHIKI - YOSHIKI)
7. DRAIN - 4:29 (HIDE, TOSHI - HIDE)
8. PIANO SOLO - 5:41 (YOSHIKI - YOSHIKI)

### CD 2
1. Crucify My Love - 7:18 (YOSHIKI - YOSHIKI)
2. Longing～跡切れたmelody～ - 7:41 (YOSHIKI - YOSHIKI)
3. 紅 - 7:55 (YOSHIKI - YOSHIKI)
4. Orgasm - 18:53 (Hitomi Shiratori - YOSHIKI)
5. DRUM SOLO - 14:10 (YOSHIKI - YOSHIKI)
6. Forever Love - 12:41 (YOSHIKI - YOSHIKI)

### CD 3
1. PROLOGUE - 2:47 (YOSHIKI F.Marino)
2. X - 16:46 (Hitomi Shiratori - YOSHIKI)
3. ENDLESS RAIN - 17:16 (YOSHIKI - YOSHIKI)
4. CURTAIN CALL (Say Anything) - 11:01 (YOSHIKI - YOSHIKI)
5. The Last Song - 13:32 (YOSHIKI - YOSHIKI)
6. EPILOGUE (Tears) - 10:47 (Hitomi Shiratori, YOSHIKI - YOSHIKI)